# أخيضر كوبي
أخيضر كوبي (الاسم العلمي:Vireo gundlachii) (بالإنجليزية: Cuban Vireo)‏ هو نوع من الطيور يتبع جنس الأخيضر من الفصيلة الأخيضرية.